# استاکمن
استاکمن (انگلیسی: Stockmann) شرکت خرده‌فروشی فنلاندی است، که در سال ۱۸۶۲ توسط هانریش استاکمن تأسیس شد.